# Edmond Faure
Edmond René Faure (ur. 5 czerwca 1927 w Clermont-Ferrand, zm. 13 lutego 2008 w Cébazat) – francuski zapaśnik walczący w stylu klasycznym.
Dwukrotny olimpijczyk. Zajął dziewiąte miejsce w Londynie 1948 i dwunaste w Helsinkach 1952. Startował w kategorii do 52 kg.
Uczestnik mistrzostw świata w 1950, 1953 i 
1955 roku.
Mistrz Francji w latach 1947–1951, 1953, 1954 i 1956; drugi w 1952 i 1960; trzeci w 1955, 1958 i 1963 roku.
Brat bliźniak Maurice’a Faure, olimpijczyka z 1952 roku.

## Letnie Igrzyska Olimpijskie 1948
| Konkurencja          | Rundy eliminacyjne      | Rundy eliminacyjne     | Rundy eliminacyjne       | Klas. końcowa |
| Konkurencja          | Przeciwnik I            | Przeciwnik II          | Przeciwnik III           | Miejsce       |
| -------------------- | ----------------------- | ---------------------- | ------------------------ | ------------- |
| 52 kg styl klasyczny | Abdallah Sidani (LIB) Z | Gyula Szilágyi (HUN) P | Reino Kangasmäki (FIN) P | 9.            |

## Letnie Igrzyska Olimpijskie 1952
| Konkurencja          | Rundy eliminacyjne    | Rundy eliminacyjne      | Klas. końcowa |
| Konkurencja          | Przeciwnik I          | Przeciwnik II           | Miejsce       |
| -------------------- | --------------------- | ----------------------- | ------------- |
| 52 kg styl klasyczny | Ignazio Fabra (ITA) P | Bengt Johansson (SWE) P | 12.           |